# Lista rzek w Szkocji
Poniżej wyszczególnione są najdłuższe, mierząc od źródła, rzeki w Szkocji oraz rzeki mające największe zlewiska
Najdłuższymi rzekami w Szkocji są:
1. Tay 193 km
2. Spey 172 km
3. Clyde 171 km
4. Tweed 156 km
5. Dee 137 km
6. Don 132 km
7. Nith 112 km
8. Forth 105 km
9. Findhorn 101 km
10. Deveron 98 km
11. Annan 79 km

Największe zlewiska wodne mają rzeki:
1. Tay 6200 km²
2. Tweed 5000 km²
3. Spey 3008 km²